# 広瀬えり子
広瀬 えり子（ひろせ えりこ、1963年5月22日 - ）は、日本の女優、モデル。東京都品川区小山出身。血液型はO型。二人姉妹の次女。

## 経歴
- 1963年5月22日、東京都品川区小山生まれ。
- 1970年4月、品川区立小山小学校入学。
- 1976年3月、品川区立小山小学校卒業。
- 1976年4月、品川区立荏原第六中学校入学。
- 1979年3月、品川区立荏原第六中学校卒業。
- 1979年4月、東京都立小山台高等学校入学。中学・高校時代は体操部で活動、一時はオリンピック出場を夢見ていたという[1]。
- 1982年3月、東京都立小山台高等学校卒業。
- 1982年4月、東京成徳大学入学。
- 大学卒業後、クラシックバレエで　鍛えたことなどを活かし、モデル業を始める[1]。
- 1986年 4月から1987年3月まで、『ひらけ!ポンキッキ』で、7代目お姉さん（司会の女性役）を務める。
- 1987年 4月から、大阪府大阪市に転居、大阪府庁に務める。

コマーシャルは「ドモホルンリンクル」のドラマ編など。
1999年11月に結婚。2000年出産。

## 出演作品
- ロンドンミュージカル・ブラッドブラザース
- 少年隊ミュージカル・Window

### テレビ
- ドラマ・緋の風
- ドラマ・おーい！ムコどの
- 龍馬がゆく！
- 女外科医疑惑のメス
- 女料理長 麻生祥子ミステリー
- 明日はだいじょうぶ
- あした吹く風
- 父帰る
- 東京物語
- 泣かないでママ
- 最後の審判
- ひらけ!ポンキッキ（7代目お姉さん）

### ポンキッキでの唄
- お天気雨チュチュ
- おはようダンス
- マルをあげる